# Mōkihinui River South Branch
Der Mōkihinui River South Branch ist ein Fluss im Buller District der Region West Coast auf der Südinsel von Neuseeland.

## Namensherkunft
Der Name mōkihi nui aus der Sprache der Māori bedeutet übersetzt so viel wie langes rotes Kanu.

## Geographie
Der Mōkihinui River South Branch entspringt in den Lyell Range, rund 430 m westlich des 1332 m hohen Mount Montgomery. Von seiner Quelle aus fließt der Fluss nach rund 870 m in einem Rechtsknick nach Nordnordwesten und nach insgesamt 2,7 Flusskilometern zunächst bevorzugt in eine nordnordöstlich Richtung. Nach 15,8 km nimmt der Fluss dann bis zu seinem Zusammenfluss mit dem Mōkihinui River North Branch und Bildung des Mōkihinui River bevorzugt eine nordnordwestlich Richtung ein. Die gesamte Länge des Flusses beträgt rund 26,6 km.
Als bedeutsamer Nebenfluss ist nur der linksseitig hinzustoßende Hennessyk Creek zu nennen.